# Bushmaster M17S
Bushmaster M17S là loại súng trường bán tự động có thiết kế bullpup cò súng được sản xuất bởi Bushmaster Firearms International năm 1992 cho đến 2005.

## Lịch sử
Thiết kế của M17S đã bắt đầu từ năm 1986 khi công ty TNHH Armtech của Úc tiến hành phát triển các mẫu súng trường thử nghiệm có tiềm năng cho quân đội Úc. Hai mẫu đã được chế tạo một mẫu sử dụng đạn 5.56x45mm NATO là C60R mẫu còn lại là C30R sử dụng các loại đạn đặc biệt. Loại C30R đã được phát triển một cách vội vàng nên khi bắn nó thường bị đẩy trật ra khỏi vị trí ngắm vì loại đạn mà nó bắn rất mạnh tạo ra một độ giật rất cao.
Quân đội Úc đã thông qua bản quyền sản xuất của khẩu Steyr AUG, dẫn đến việc bán thiết kế của Armtech cho một công ty của Úc khác là công ty TNHH Edenpine PTY. Edenpine đã cải tiến các bản thiết kế kết quả là sự ra đời của các loại ART-30 và SAK-30. Các tính năng nổi bật của M17S đã được lấy từ các linh kiện của khẩu Valmet của Phần Lan thay vì từ AR-15 đê tiết kiệm chi phí. Edenpine đã cho thấy sự quan tâm trong việc bán các thiết kế cho Hoa Kỳ sau đó cấp giấy phép sản xuất cho Bushmaster để tiến hành sản xuất tại chỗ tránh việc phải nhập khẩu vũ khí. Loại súng này bắt đầu được bán vào tháng 10 năm 1992 đến 1994 với tên "Edenpine M17S Bull-Pup rifle" bởi các nhà phân phối của Edenpine tại Hoa Kỳ, các chi nhánh của Edenpine Hoa Kỳ tại Úc và trụ sở chính tại San Jose ở California.
Sau khi Edenpine đóng cửa vào năm 1994 tất cả bản quyền được chuyển cho Bushmaster để bắt đầu sản xuất Bushmaster M17S chỉ vài tháng trước khi lệnh cấm bán súng công kích được ban hành. Khẩu Bushmaster M17S là loại súng bullpup duy nhất vẫn được phép bán trên thị trường và là loại duy nhật không bị cấm bởi tên. Tổ chức BATF đã duyệt một thiết kế với nòng dài hơn và có một bộ phận chống giật lớn hơn. Điều này khiến cho việc gắn hệ thống chống chớp sáng kiểu lồng chim của các khẩu M16 một cách an toàn trở nên không thể được.

## Thiết kế
Bushmaster M17S là loại súng bán tự động sử dụng cách nạp đạn bằng khí nén và khóa nòng xoay. Bản thiết kế đã lấy cách thức hoạt động của khẩu Armalite AR-18 và di chuyển cò súng ra phía trước giống như khẩu SA80 của Anh. Thay vì sử dụng các miếng thép như các khẩu AR18 và SA80 thì M17S lại sử dụng các miếng hợp kim nhôm 7075T6 để làm bán súng và tay cầm. Phương pháp lắp ráp này đặc biệt hiệu quả và được sử dụng nhiều để chế tạo các loại súng hiện đại như FN SCAR và Barrett M82.
Bushmaster M17S sử dụng hệ thống trích khí ngắn và được sửa chữa thêm theo cơ chế của các loại súng ngắn để có thể trích thêm các phản lực bắn để tự bù cho khí nén nếu thiếu khi nạp đạn. Khoang chứa đạn của loại súng này sử dụng loại đạn 5.56x45mm và có thể gắn các loại hộp đạn STANAG (tượng tự M16). Điểm yếu chính của loại súng này được báo lại bởi hầu như tất cả những người sử dụng là tay cầm bằng nhôm trở nên quá nóng để có thể cầm sau khi bắn hai hộp đạn liên tiếp. Bushmaster đã ngưng việc sản xuất M17S vào năm 2005.